# Glyptothek (München)
Die Glyptothek (ⓘ) im Kunstareal München ist ein unter Ludwig I. errichtetes Museum für die Sammlung antiker Skulpturen und wurde von 1816 bis 1830 nach Plänen Leo von Klenzes am Königsplatz in München errichtet. Der Name Glyptothek (altgriechisch Γλυπτοθήκη glyptothḗkē, deutsch ‚Saal, wo man Skulpturen aufbewahrt‘) ist ein aus altgriechisch γλύφειν glýphein, deutsch ‚meißeln‘, und altgriechisch θήκη thḗkē, deutsch ‚Aufbewahrungsort oder -behältnis‘ zusammengesetztes Kunstwort.
Nur ein Teil der Sammlung stammt aus dem alten Besitz der Wittelsbacher, ein Großteil geht auf die Sammelaktivität Ludwigs I. zurück. Hauptwerke der Sammlung sind vor allem der Barberinische Faun, die sogenannte Trunkene Alte, der Knabe mit der Gans, die Eirene mit dem Ploutosknaben und die 1813 erworbenen wertvollen Giebelfiguren vom Aphaia-Tempel in Ägina, die so genannten Ägineten, sowie zwei der Kouroi, der Münchner Kouros und der Kouros von Tenea.
Das Pendant zur Glyptothek sind die ehemals als Museum antiker Kleinkunst bezeichneten Staatlichen Antikensammlungen. Sie liegen auf der Südseite des Königsplatzes gegenüber der Glyptothek und beherbergen antike Gebrauchs- sowie Kunstobjekte in der Form von Tongefäßen, Statuetten aus Ton und Bronze, Goldschmuck, Glas, Gemmen etc.

## Das Gebäude

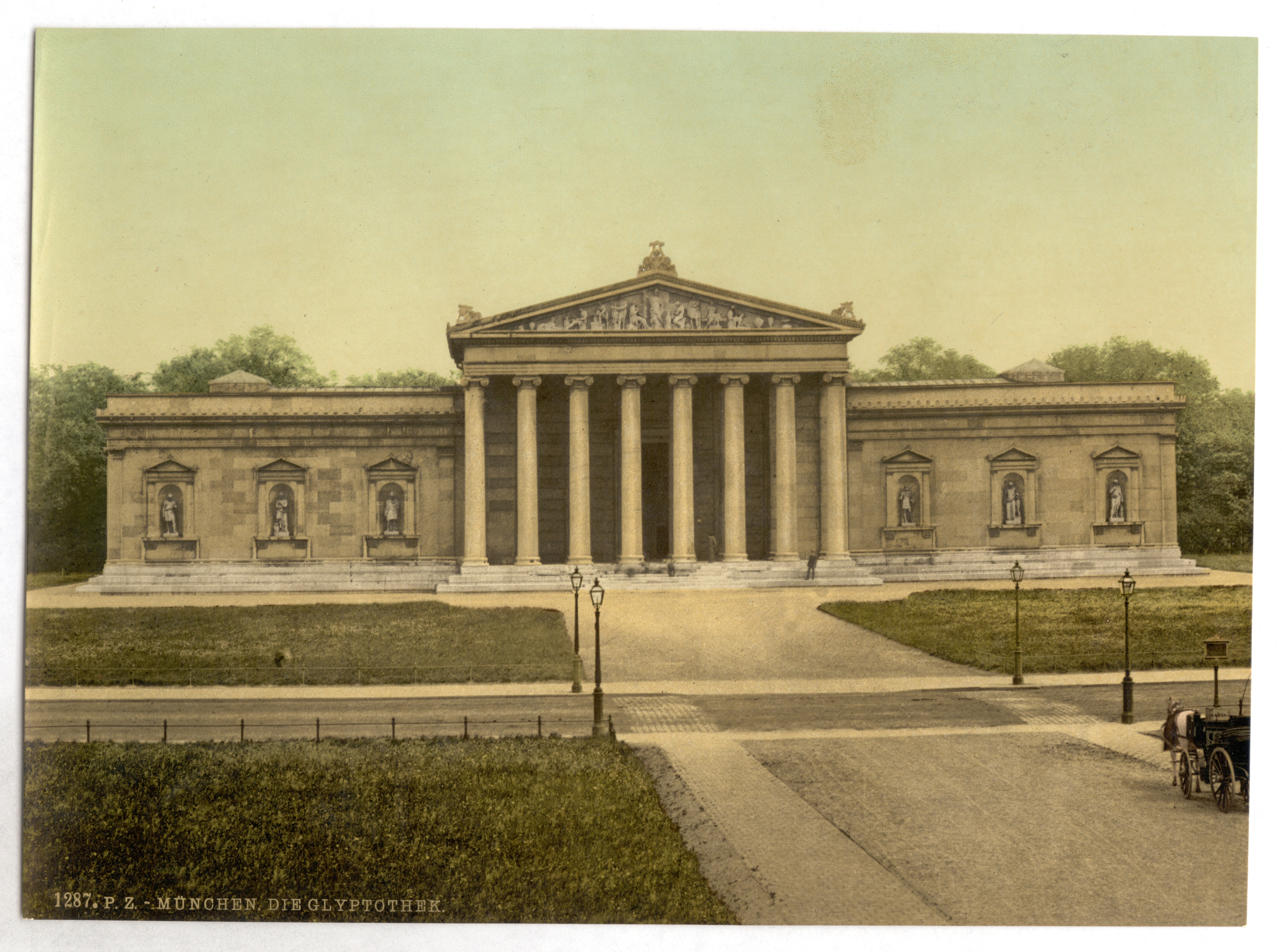
Außenansicht um 1900

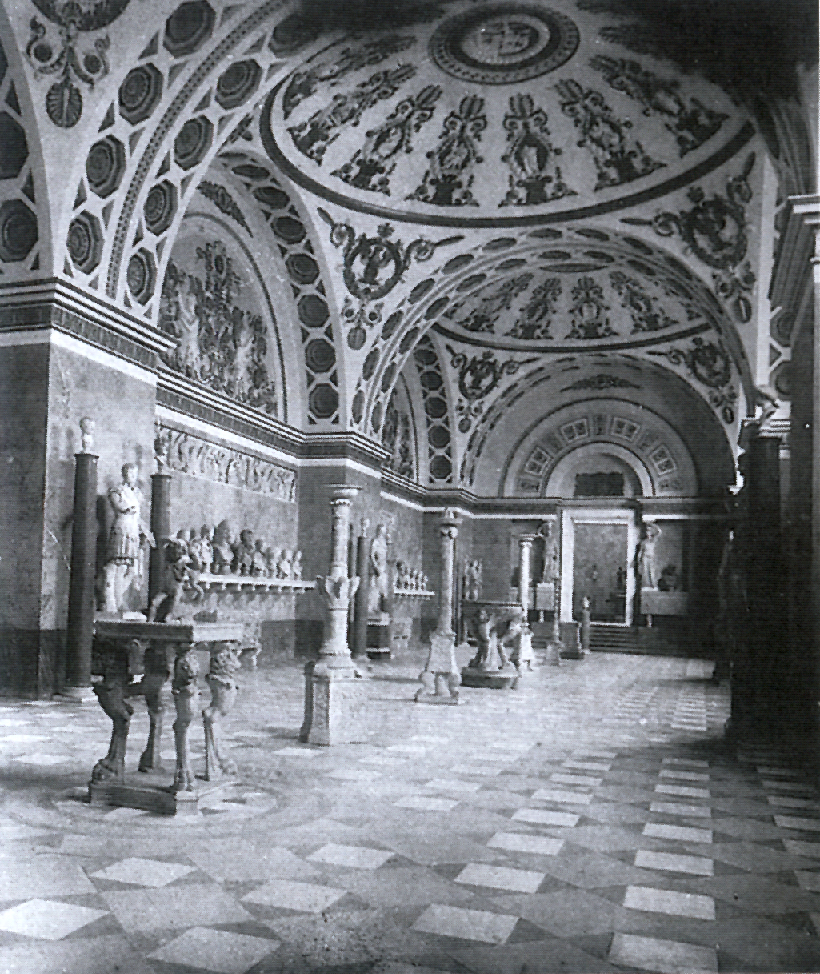
Innenansicht um 1900

### Baugeschichte
Das Bauwerk wurde im Auftrag von Kronprinz Ludwig, dem späteren König Ludwig I., am Königsplatz errichtet. Der Architekt Leo von Klenze schuf ab 1815 diesen Platz nach vorausgegangenen Entwürfen von Karl von Fischer in der Art eines antiken Forums, an dessen Nordseite die Glyptothek liegt. Erbaut wurde das Gebäude von 1816 bis 1830 nach von Klenzes Plänen.
Nach der partiellen Zerstörung bei den Luftangriffen auf München im Zweiten Weltkrieg im April 1944 wurde 1947 mit der Rekonstruktion begonnen, 1972 erfolgte die Wiedereröffnung. Der Wiederaufbau wurde maßgeblich vom späteren Museumsleiter Dieter Ohly (Leitung 1962–1978) betrieben.
Die 1820 bis 1830 durch Peter Cornelius ausgeführten bedeutenden Fresken Die Götter Griechenlands wurden im Zweiten Weltkrieg beschädigt und nicht wiederhergestellt. Es sind nur vereinzelte Fragmente erhalten, und die Nationalgalerie in Berlin besitzt die Kartons.
Der 1864 von Klenze nachträglich im Innenhof errichtete Assyrische Saal wurde nach dem Krieg ebenfalls nicht wiederhergestellt, die acht assyrischen Reliefs und der babylonische Löwe befinden sich heute in der Ägyptischen Staatssammlung. Die im Innenhof aufgestellte große Säule stammt aus dem früheren Vestibül des gegenüberliegenden, im Inneren modern wieder aufgebauten Gebäudes der Antikensammlungen.
Ab Oktober 2018 erfolgte eine umfassende Generalsanierung. Die zunächst für Oktober 2020 geplante Wiedereröffnung fand am 26. März 2021 statt. Im November 2022 erhielt die Glyptothek für die vorbildliche Sanierung der historischen Fassade den Bernhard Remmers Preis in der Kategorie „National“. Ein Jahr später dafür den Fassadenpreis der Stadt München.

### Baubeschreibung
Die dreizehn rechteckigen, quadratischen oder runden Säle sind um einen Innenhof angeordnet, das Vestibül im Mittelbau überragt die Säle an Höhe. Zum Königsplatz hin befindet sich ein monumentaler Portikus mit zwölf ionischen Säulen. Die darüber liegende Giebelgruppe von Johann Martin von Wagner stellt Athena als Beschützerin der Bildhauerkunst dar. Die Außenwände sind mit sich in Nischen befindenden Skulpturen geschmückt, während sich die Fenster zum Innenhof hin öffnen. Die Skulpturen in den Fassadennischen stellen mythische oder geschichtliche Repräsentanten der Künste dar, an der Vorderseite zum Königsplatz hin sind es Dädalos, Prometheus, Hadrian, Perikles, Phidias und Hephaistos. An der westlichen und östlichen Seite des Gebäudes sind es Bildhauer der Renaissance und der Entstehungszeit der Glyptothek (darunter Bertel Thorvaldsen und Antonio Canova), deren Werke früher im Saal der Neueren ausgestellt waren und später in die Neue Pinakothek verbracht wurden.
An den Innenwänden des Vestibüls sind lateinische Inschriften angebracht, die Auskunft über die Entstehungsgeschichte der Glyptothek geben. Sie lauten an der Nordwand „LUDOVICUS I BAVARIAE REX / VETERUM SCULPTURAE MONUMENTIS QUAE IPSE UNDIQUE CONGESSERAT / DECORE COLLOCANDIS HOC MUSEUM CONDIDIT ATQUE DICAVIT“ (zu Deutsch: König Ludwig I. von Bayern hat dieses Museum gegründet und geweiht, um darin die Denkmale antiker Skulpturen würdig aufzustellen, die er überall gesammelt hatte), an der Ostwand „REGIS IUSSU CAMERAS PICTURIS EXORNAVIT / PETRUS CORNELIUS EQUES“ (Auf Befehl des Königs hat Peter von Cornelius die Säle mit Gemälden ausgeschmückt), an der Südwand „INCHOATUM MDCCCXVI / PERFECTUM MDCCCXXX“ (begonnen 1816 vollendet 1830), und an der Westwand „REGIS IUSSU AEDIFICIO EXSTRUENDO ATQUE DECORANDO / PRAEFUIT LEO KLENZE EQUES“ (Auf Befehl des Königs hat Leo von Klenze die Errichtung und Ausschmückung des Gebäudes geleitet).

## Sammlungsgeschichte
Die Glyptothek besitzt Skulpturen, Mosaike und Reliefs von der archaischen (ca. 650 v. Chr.) bis in die spätrömische Zeit (ca. 550 n. Chr.). Einige Skulpturen befanden sich schon lange im Besitz der Wittelsbacher, so war Die trunkene Alte ein Geschenk an den Kurfürsten Johann Wilhelm von der Pfalz. Die Sammlung geht jedoch in erster Linie auf König Ludwig I. zurück, der bereits als Kronprinz seit 1804 begann, antike Skulpturen systematisch zu erwerben. Sein Vater hatte dafür wenig Verständnis. „Mein verrückter Sohn will wieder Geld ausgeben, dessen bin ich mir sicher, um alten Plunder zu kaufen, und er hofft, dadurch Griechen und Römer aus dieser Rasse von Biertrinkern zu machen“, charakterisierte Max I. Joseph in einem Brief die Leidenschaft des Thronfolgers.
Ludwigs Kunstagent Johann Martin von Wagner erwarb in Rom 1813 den Barberinischen Faun und im selben Jahr in Griechenland die Giebelfiguren des Aphaiatempels in Ägina, die so genannten Ägineten. Leo von Klenze ersteigerte 1815/16 in Paris die in Rom aufgefundenen Bildnisse der Göttin Eirene und des Diomedes, während der aus der Sammlung Kaiser Rudolfs II. in Prag stammende Ilioneus von Ludwig 1814 in Wien selbst erworben wurde. Eine Statue, die vielleicht den Schmiedegott Hephaistos darstellt, ist der sogenannte Münchner König, den Ludwig I. im Jahre 1815 in Paris aus der Sammlung Albani erwarb. Ludwig ging dabei juristisch pedantisch vor, es gab immer gültige Ausfuhrpapiere: Ein Beispiel ist der Barberinische Faun, dessen Erwerbung sich zehn Jahre lang hinzog.
1810 erteilte Ludwig Johann Martin von Wagner den Auftrag. Nachdem die Statue 1811 von einem zwischenzeitlichen Besitzer wieder an die Barberini zurückgegeben worden war, konnte sie 1813 erworben werden. Doch der Vatikan blockierte die Ausfuhr. 1816 wurde sie aus dem Depot des Vatikans in jenes des Kronprinzen in Rom gebracht. 1819 wurde die Ausfuhr genehmigt, und Anfang 1820 traf die Statue in München ein. In späterer Zeit gelangen weitere Erwerbungen, so gelangte 1853 der Apoll von Tenea und 1909 der sogenannte Münchner Kouros in die Glyptothek. Der 1938 gekaufte, ebenso berühmte Diskuswerfer vom Esquilin (Diskuswerfer des Myron) musste zehn Jahre später auf Druck der amerikanischen Besatzungsmacht an Italien zurückgegeben werden.
Die Direktion der Glyptothek befindet sich im benachbarten Haus der Kulturinstitute. Direktor ist seit 2011 der Archäologe Florian Knauß. Der Bestand der Glyptothek wird durch die antike Vasenkunst, die Bronzen und den Goldschmuck in den Staatlichen Antikensammlungen ergänzt, die mit der Glyptothek als ein Museenverbund geführt werden. Griechisch-römische Plastiken, die seit der hellenistischen Eroberung in Ägypten entstanden sind, befinden sich im nahegelegenen Staatlichen Museum Ägyptischer Kunst. Abgüssen antiker Skulpturen aus anderen Museen der Welt ist darüber hinaus das benachbarte Museum für Abgüsse Klassischer Bildwerke gewidmet.

## Sammlung

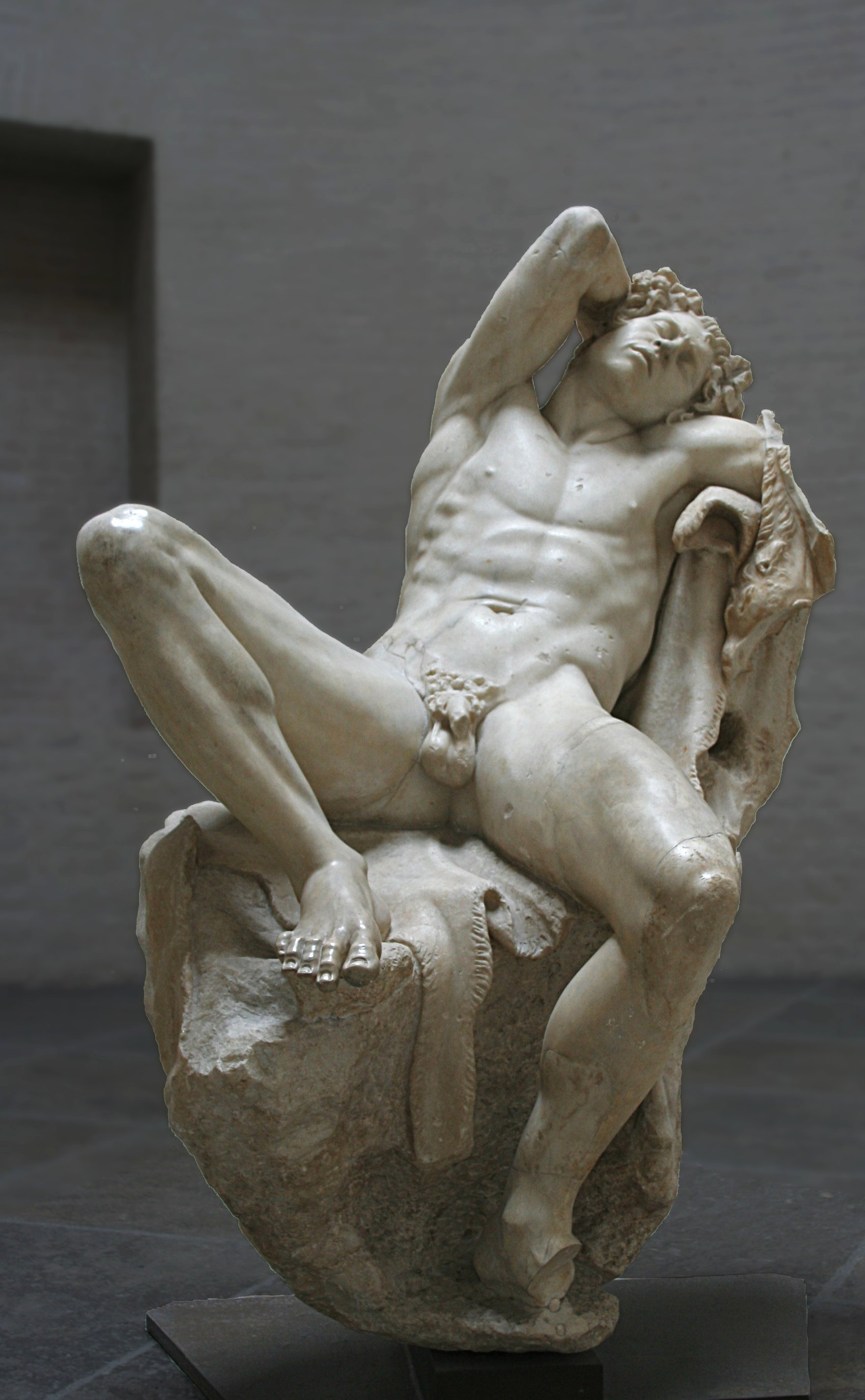
Barberinischer Faun

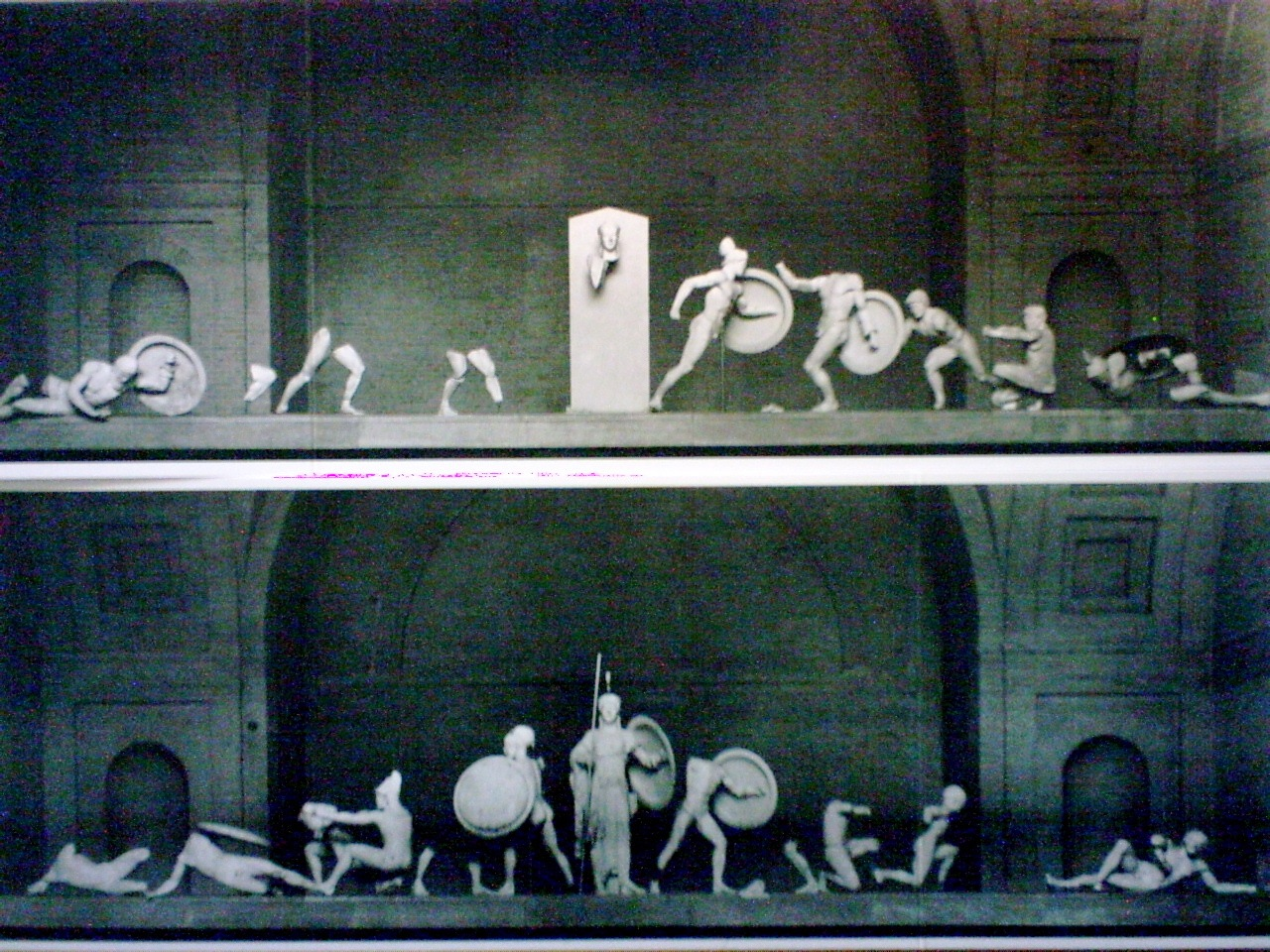
Ägineten

### Archaische Periode (700–490 v. Chr.)
Hauptwerke der archaischen Kunst sind insbesondere die frühgriechischen Jünglingsstatuen (Kouroi), darunter der Münchner Kouros (Jüngling aus Attika, ca. 540 v. Chr.) und der Apoll von Tenea (Kouros aus Tenea bei Korinth, ca. 560 v. Chr.) sowie die Ägineten (Giebelfiguren des Aphaia-Tempels von Ägina, ca. 500-480 v. Chr.).

### Klassische Periode (490–323 v. Chr.)
Unter den bekanntesten Werken der griechischen Klassik sind zu nennen: das Bildnis des Homer (460 v. Chr.), der Münchner König (460 v. Chr.), die Statue des Diomedes (430 v. Chr.), die Medusa Rondanini (440 v. Chr.), die Grabstele des Mnesarete (380 v. Chr.), die Statue der Eirene (370 v. Chr.) und ein Marmorbildnis des Platon (350 v. Chr.). Der Alexander Rondanini (ca. 338 v. Chr.) und der kniende Jüngling Ilioneus (ca. 320 v. Chr.) leiten hingegen schon zur hellenistischen Plastik über.

### Hellenistische Periode (323–146 v. Chr.)
Das Marmorbildnis von Alexander dem Großen (sogenannter Alexander Schwarzenberg), mit dem die Hellenistische Periode ihren Anfang nahm, stammt von ca. 330 v. Chr. Bekanntestes Werk des Hellenismus ist der Barberinische Faun (220 v. Chr.). Weitere römische Kopien berühmter griechischer Bildwerke aus dieser Zeit sind unter anderen der Knabe mit der Gans (ca. 250 v. Chr.) und Die trunkene Alte (ca. 200 v. Chr.).

### Römische Skulpturen (150 v. Chr. – 550 n. Chr.)
Eine römische Nachahmung im klassischen Stil ist auch der Jünglingskopf aus Bronze (um Christi Geburt). Die Glyptothek besitzt eine reiche Sammlung römischer Porträts, darunter die berühmten Bildwerke, die Marius und Sulla (ca. 40 v. Chr.) darstellen, sowie zahlreiche Kaiserporträts. Darunter sind besonders die Bildnisse von Augustus (ca. 40 n. Chr.), Nero (65 n. Chr.), Antoninus Pius (161 n. Chr.), Septimius Severus (200 n. Chr.) und seine Gemahlin Julia Domna (195 n. Chr.) weithin bekannt. Eine Statue mit Schwertgurt heroisiert Domitian als Prinz (um 75 n. Chr.). Mit Unterstützung der Kulturstiftung der Länder konnte die Glyptothek 2017 aus dem spanischen Kunsthandel einen 1937 in Córdoba ausgegrabenen und zu Lebzeiten entstandenen Kopf des Caligula erwerben. Der Kaiser trägt hier wie das Münchner Porträt seines Vorfahren Augustus (Augustus Bevilacqua) die Corona civica. Seither besitzt die Glyptothek Bildnisse aller fünf Kaiser der Julisch-Claudischen Dynastie, da ein Bildnis des Tiberius sich schon lange im Besitz der Glyptothek befindet. Bereits im Frühjahr 2012 entschieden Ines Jucker und ihre Töchter, ein Marmorporträt des Kaisers Claudius, das sich über 50 Jahre in Familienbesitz befand, der Glyptothek in München zu übereignen. Die Marmorstatue der Artemis als Herrin der Tiere stammt von 50 n. Chr. Zu den Attraktionen gehört auch der Apollon Barberini, eine kolossale Statue des Apollon als Kitharöde (1./2. Jh. n. Chr.). Zu den weiteren Exponaten zählen auch römische Reliefs wie der Bauer mit Kuh (1. Jh. v. bis 1. Jh. n. Chr.) und Mosaiken, so das Jahreszeitenmosaik aus einer Villa in Sentinum (um 220 n. Chr.).

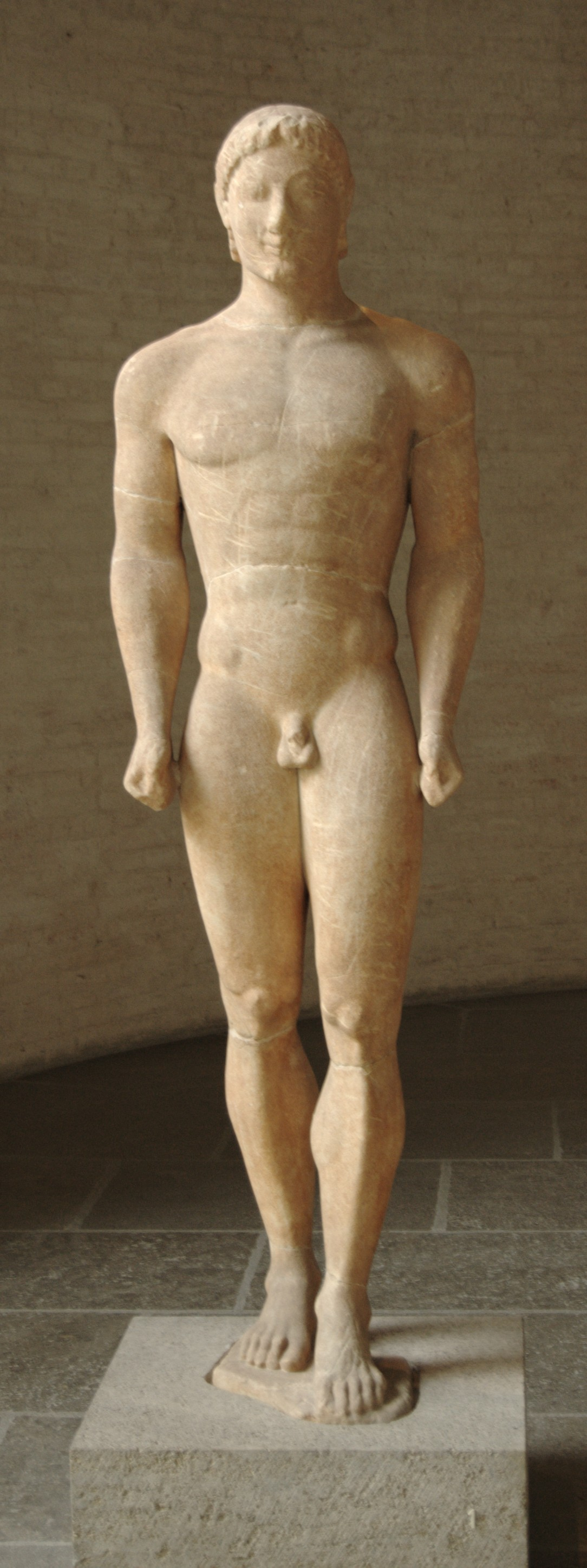
Münchner Kouros
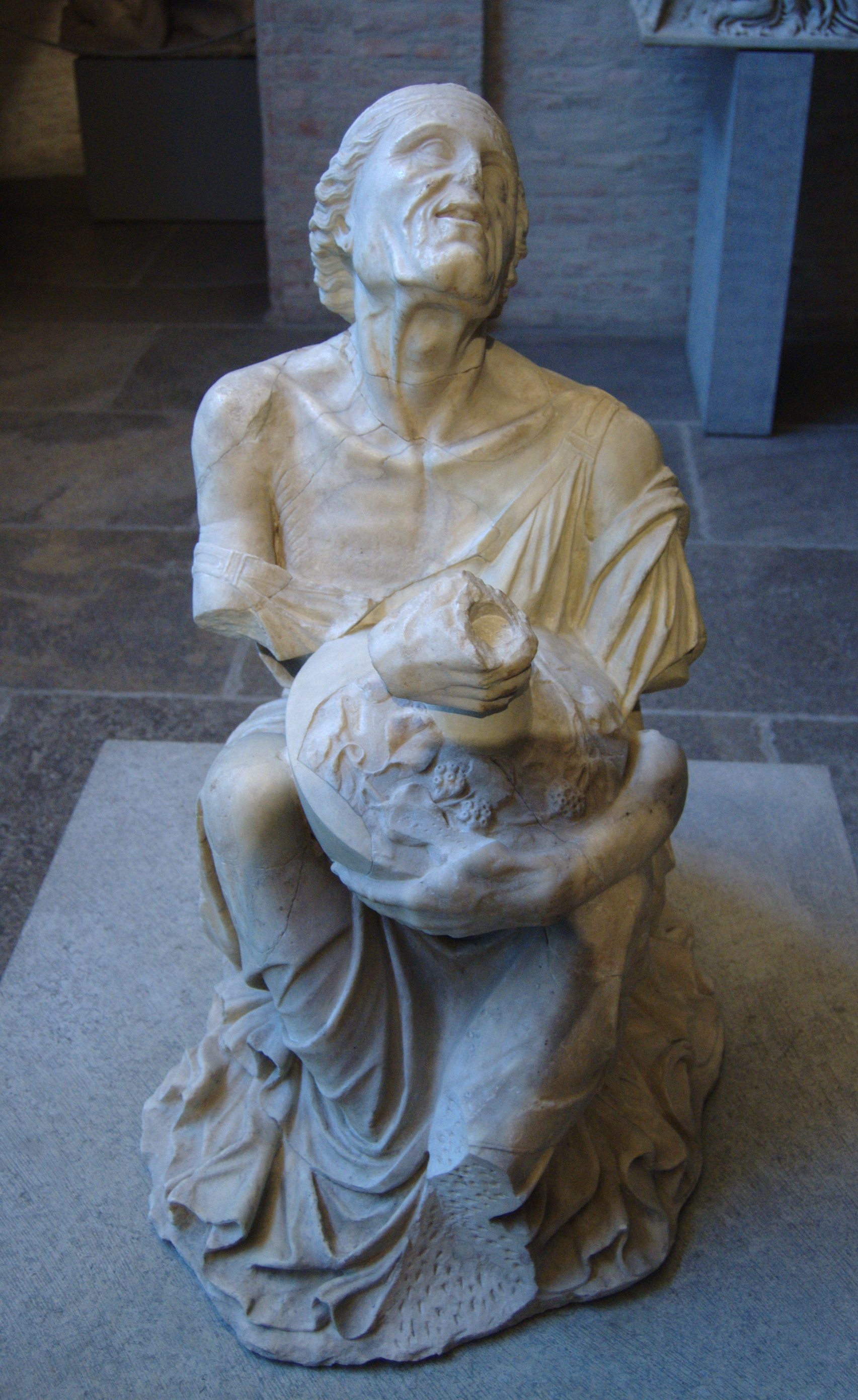
Trunkene Alte
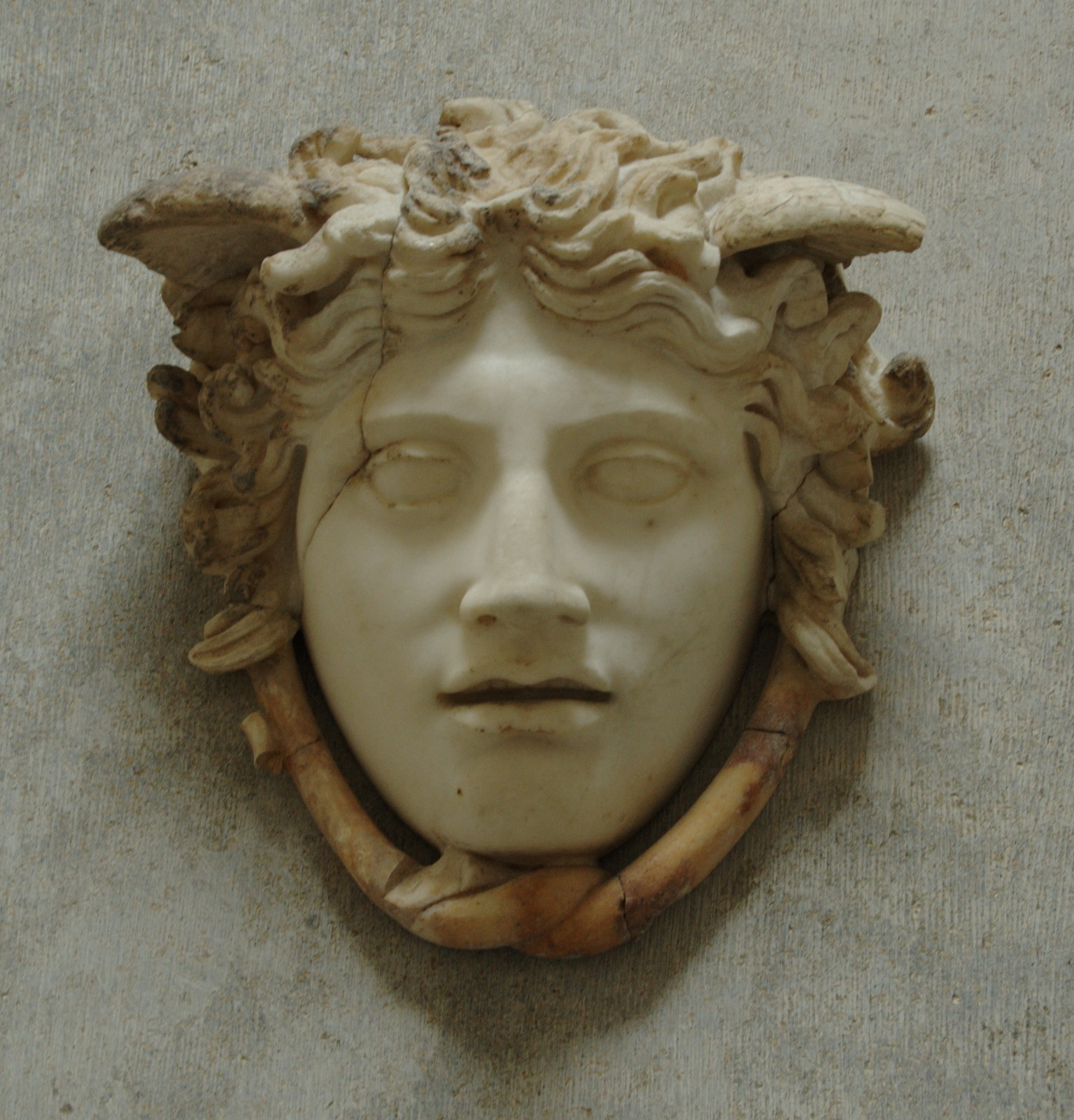
Medusa Rondanini
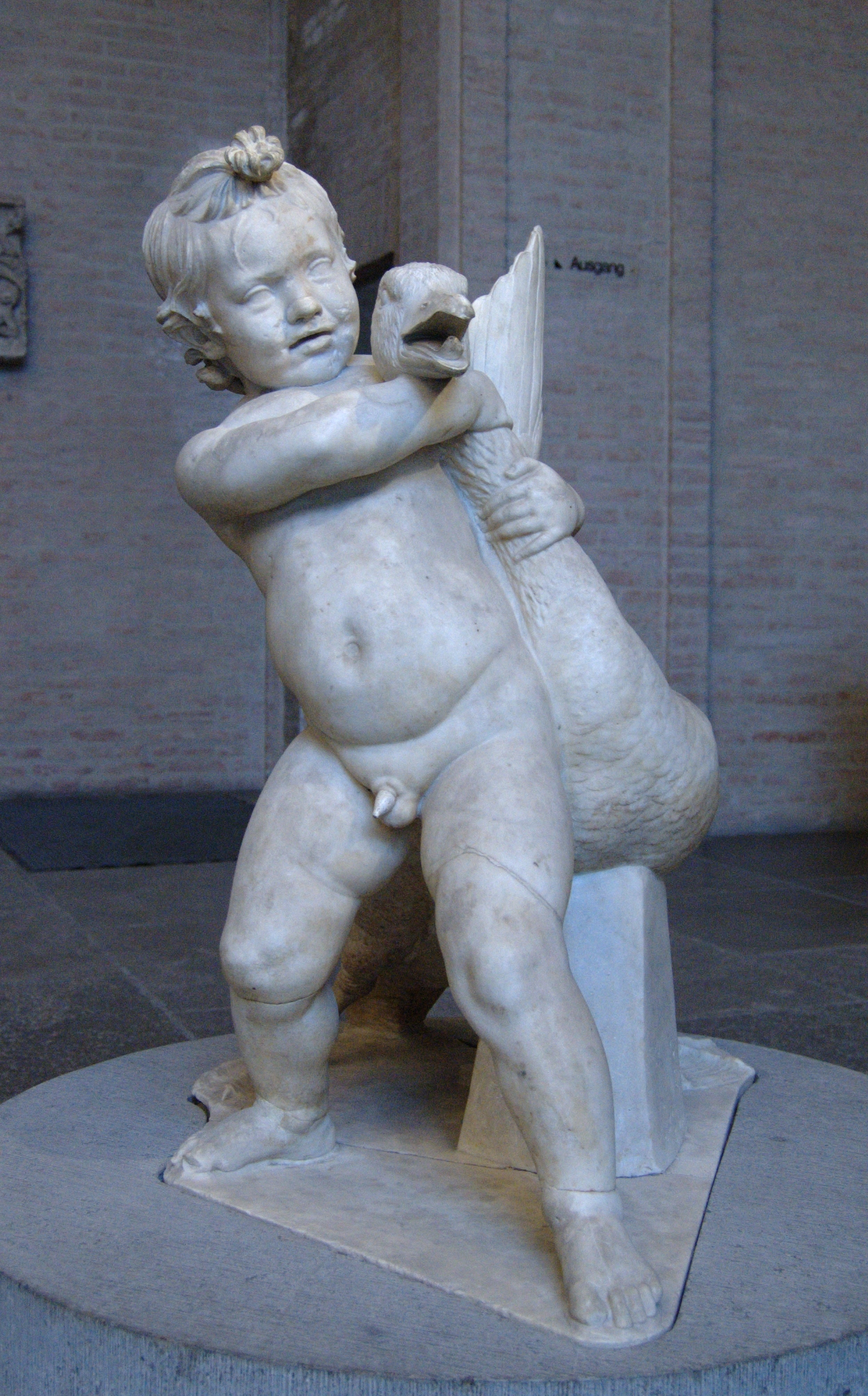
Knabe mit der Gans
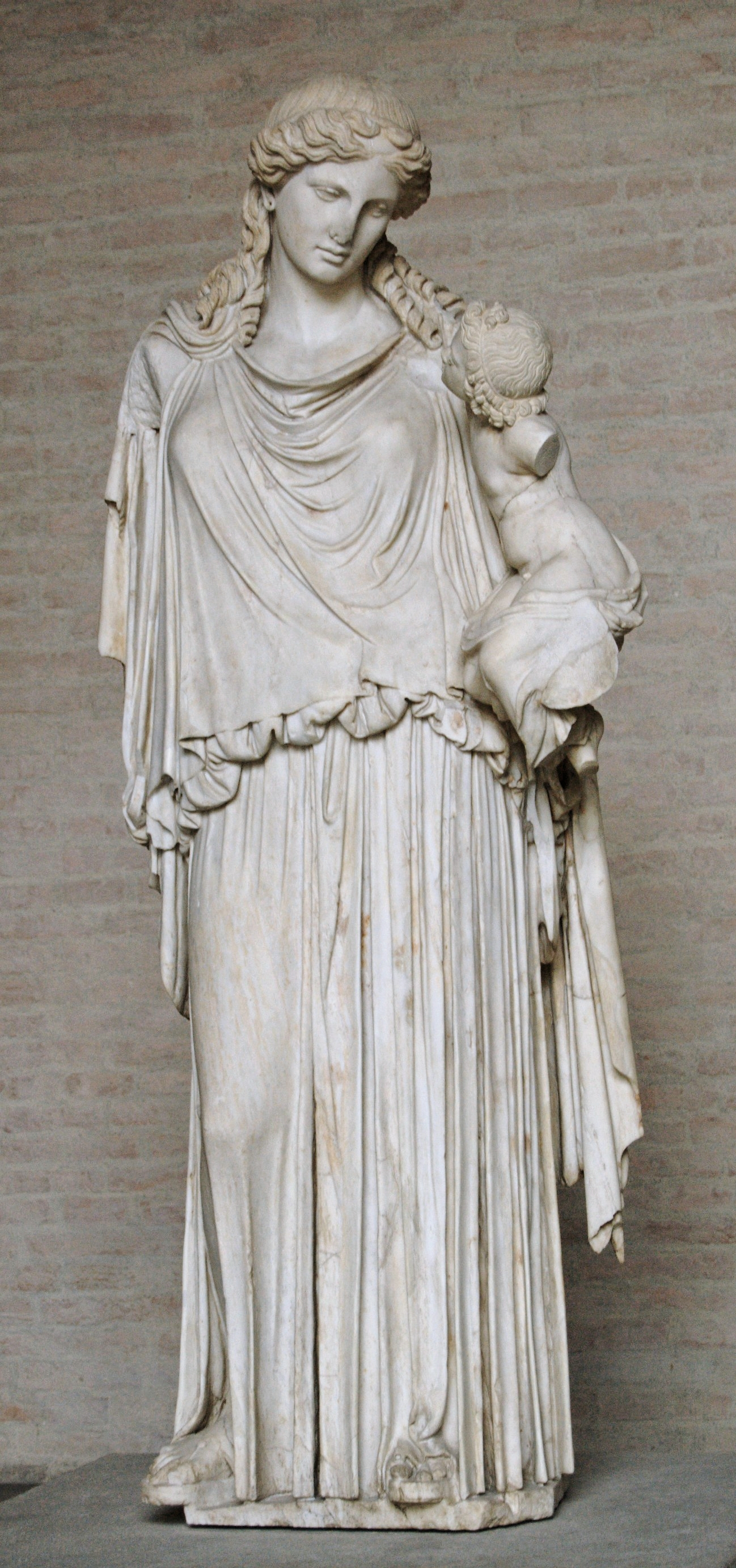
Eirene mit dem Ploutosknaben

## Antike im Kunstareal
Der Bestand der Glyptothek wird durch die Sammlungen in den Staatlichen Antikensammlungen ergänzt, beide gehören zum Kunstareal München. Griechisch-römische Kunst, die seit der hellenistischen Eroberung in Ägypten entstanden ist, befindet sich auch im Staatlichen Museum Ägyptischer Kunst. Hier befinden sich auch die assyrischen Reliefs, die einst in der Glyptothek ausgestellt waren. Römische Kunst aus dem süddeutschen Raum befindet sich dagegen nicht im Kunstareal, sondern in der Archäologischen Staatssammlung im Lehel. Ebenfalls im Kunstareal befindet sich das Museum für Abgüsse Klassischer Bildwerke, in welchem sich auch Werke der Glyptothek als Abgüsse befinden.

## Direktoren
- Heinrich Brunn (1865–1894)
- Adolf Furtwängler (1894–1907)
- Paul Wolters (1908–1935)
- Carl Weickert (1934–1936)
- Hans Diepolder (1937–1962)
- Dieter Ohly (1962–1978)
- Klaus Vierneisel (1978–1994)
- Raimund Wünsche (1994–2011)
- Florian Knauß (seit 2011)

## Rezeption
Die Ny Carlsberg Glyptotek in Kopenhagen wurde in Anlehnung an die Münchener Glyptothek benannt.

## Sonderausstellungen (Auswahl)
- 21.01.1990 – 25.03.1990: Jim Dine in der Glyptothek
- 28.02.1993 – 09.05.1993: Hauptstrom Jupiter – Beuys und die Antike
- 16.12.2003 – 29.02.2004: Bunte Götter – Die Farbigkeit antiker Skulptur
- 23.07.2009 – 18.10.2009: Mythos in Metall
- 14.04.2011 – 31.01.2012: Kampf um Troja – 200 Jahre Ägineten in München
- 13.06.2013 – 08.12.2013: Konturen – Texturen – Zwischenräume: Diethard Herles in der Glyptothek
- 20.07.2012 – 19.01.2014: Die Unsterblichen – Götter Griechenlands
- 17.09.2014 – 15.02.2015: Irrfahrten des Odysseus – Bilderzyklus von Renate Gier-Francke in der Glyptothek
- 11.03.2015 – 08.11.2015: Im Zentrum der Macht – Holzmodelle des Forum Romanum in der Glyptothek
- 20.04.2016 – 30.10.2016: Zerklüftete Antike – Holzskulpturen von Andreas Kuhnlein
- 08.12.2016 – 12.03.2017: Times Codes – Die Macht der Schönheit
- 14.09.2017 – 18.02.2018: Lo sguardo verso l’alto. Rom – Porträt einer Stadt
- 14.03.2018 – 03.06.2018: Unter dem Dach der Athena – Eine Bildhauerschule in der Schule für Bildhauer
- 12.07.2017 – 30.09.2018: Charakterköpfe – Griechen und Römer im Porträt
- 12.07.2018 – 30.09.2018: In Stein gemeißelt – Skulpturen von Fabio Viale in der Glyptothek
- 26.03.2021 – 12.09.2021: Bertel Thorvaldsen und Ludwig I.
- 09.04.2022 – 10.04.2022: Wanderlampe Wanda in der Glyptothek
- 22.06.2022 – 23.10.2022: Jenseits von Hellas – Santiago Calatrava in der Glyptothek
- 15.10.2023 – 14.04.2024: Raum O – Rasthofer/Neumaier in der Glyptothek
- 16.05.2024 – 01.09.2024: Muse – Luca Pignatelli in der Glyptothek[15]

### Kunsthistorische Literatur zu Bauwerk und Museumsgeschichte
- Klaus Vierneisel und Gottlieb Lenz (Hrsg.): Glyptothek München 1830-1980. Jubiläumsausstellung zur Entstehungs- und Baugeschichte 17. September bis 23. November 1980, Glyptothek München, Königsplatz. München 1980, ISBN 3-7913-0539-5.
- Alice Klose: Der Wiederaufbau des Neuen Museums in Berlin als Inszenierung der eigenen Geschichte. Der Wandel im Umgang mit Fragmenten im Vergleich mit der Glyptothek in München. Dissertation München 2015 (Universitätsbibliothek LMU München).
- Adrian von Buttlar und Bénédicte Savoy: Glyptothek and Alte Pinakothek, Munich. Museums as Public Monuments. In: Carole Paul (Hrsg.). The First Modern Museums of Art. The Birth of an Institution in 18th- and Early-19th-Century Europe. The J. Paul Getty Museum, Los Angeles, CA 2012, ISBN 978-1-60606-120-6, S. 304–329.
- Carole Paul (Hrsg.): The First Modern Museums of Art. The Birth of an Institution in 18th- and Early-19th-Century Europe. The J. Paul Getty Museum, Los Angeles, CA 2012, ISBN 978-1-60606-120-6.
- Leon Krempel und Anthea Niklaus (Hrsg.): Cornelius, Prometheus, der Vordenker. Beiträge zum Symposium. Zur Eröffnung der Ausstellung: Die Götter Griechenlands. Peter Cornelius (1783–1867). Die Kartons für die Fresken der Glyptothek in München. München 2004.
- Thorsten Marr: Die Münchner Glyptothek und das Dresdner Albertinum. Zur Vermittlung und Wertschätzung von Museumsausstattungen im 19. Jahrhundert. In: Leon Krempel und Anthea Niklaus (Hrsg.): Cornelius, Prometheus, der Vordenker. Beiträge zum Symposium. Zur Eröffnung der Ausstellung: Die Götter Griechenlands. Peter Cornelius (1783–1867). Die Kartons für die Fresken der Glyptothek in München. München 2004, S. 84–97.
- Franziska Dunkel: „Keiner, der des Preises würdig ware“? Zum Gutachten über den Architekturwettbewerb für Invalidenhaus, Walhalla und Glyptothek. In: Münchner Jahrbuch der bildenden Kunst 53, 2002, S. 253–281.
- Hugo Meyer: Die erdichtete Glyptothek. Der Weg des Spätaufklärers David Friedrich Strauß in die Münchner Emigration. Herausgegeben von Michaela Fuchs. Phoibos, Wien 2019, ISBN 978-3-85161-205-9.

### Kataloge und Führer zur Sammlung (Auswahl)
Von Anfang an wurde das neue Museum als Bildungseinrichtung und Gesamtkunstwerk durch eine ausführliche „Beschreibung“ publizistisch begleitet, die in zahlreichen Ausgaben und (gekürzt) auch in französischer Sprache erschien. Hier seien nur eine frühe und eine späte Ausgabe genannt:
- Leo von Klenze, Ludwig Schorn: Beschreibung der Glyptothek Sr. Majestät des Königs Ludwig I. von Bayern. Architektonischer Theil von Leo von Klenze, Verzeichniss  der Bildwerke und Gemälde von Ludwig Schorn. In Commission der J. G. Cotta’schen lit. artist. Anstalt, München 1830, urn:nbn:de:bvb:12-bsb10375558-7 (VIII + 221 Seiten).
- Leo von Klenze, Ludwig Schorn: Beschreibung der Glyptothek Seiner Majestät des Königs Ludwig I. von Bayern. Architektonischer Theil von Leo von Klenze, Verzeichniss  der Bilderwerke  und Gemälde von Ludwig Schorn. In Commission der J. G. Cotta’schen lit. artist. Anstalt, München 1858 (uni-heidelberg.de).

Die Publikationen von Heinrich Brunn, Adolf Furtwängler und Paul Wolters dokumentieren den Sammlungsbestand um 1870–1930. Die ausführlichen „Beschreibungen“ verdienen noch immer Beachtung und sind teilweise bis heute nicht ersetzt. Die „Kataloge“ jener Zeit listen die Skulpturen nur sehr knapp auf, einige Ausgaben enthalten aber auch Fototafeln.
- Heinrich Brunn: Beschreibung der Glyptothek König Ludwig’s zu München. 5. Auflage. In Commission bei Theodor Ackermann, München 1887 (archive.org – die 1. Auflage erschien 1868).
- Adolf Furtwängler: Illustrierter Katalog der Glyptothek König Ludwig’s I. zu München. Kgl. Hof-Buchdruckerei Kastner & Callwey, München 1907 (archive.org).
- Adolf Furtwängler: Beschreibung der Glyptothek König Ludwig’s I. zu München. Zweite Auflage besorgt von Paul Wolters. In Kommission bei A. Buchholz, München 1910 (uni-heidelberg.de – die 1. Auflage erschien 1900).
- Paul Wolters: Führer durch die Glyptothek König Ludwig’s I. zu München. München 1922 (archive.org).
- Paul Wolters: Führer durch die Glyptothek König Ludwig’s I. zu München. München 1935 (letzte Überblickspublikation der Vorkriegszeit).

Nach der Wiedereröffnung der neugestalteten Glyptothek (1972) wurde auch die Publikation eines neuen Bestandskatalogs in Angriff genommen, der den aktuellen Stand der Forschung mit umfassender fotografischer Dokumentation verbinden sollte. Die an das heutige Staatliche Museum Ägyptischer Kunst und die Neue Pinakothek abgegebenen ägyptischen, altorientalischen und neuzeitlichen Skulpturen werden darin nicht mehr beschrieben. Geplant sind oder waren neun Bände, doch nach den ersten vier Bänden geriet das Vorhaben ins Stocken.
1. Archaische Skulpturen (noch nicht erschienen).
2. Barbara Vierneisel-Schlörb: Klassische Skulpturen des 5. und 4. Jahrhunderts v. Chr. (= Klaus Vierneisel [Hrsg.]: Glyptothek München: Katalog der Skulpturen. Band 2). Verlag C. H. Beck, München 1979, ISBN 3-406-05765-9.
3. Barbara Vierneisel-Schlörb: Klassische Grabdenkmäler und Votivreliefs (= Klaus Vierneisel [Hrsg.]: Glyptothek München: Katalog der Skulpturen. Band 3). Verlag C. H. Beck, München 1988, ISBN 3-406-32911-X.
4. Hellenistische Skulpturen (noch nicht erschienen).
5. Römische Portraits  (noch nicht erschienen).
6. Michaela Fuchs: Römische Idealplastik (= Klaus Vierneisel [Hrsg.]: Glyptothek München: Katalog der Skulpturen. Band 6). Verlag C. H. Beck, München 1992, ISBN 3-406-35479-3 (enthält auch einige Kopien nach griechischen Vorbildern, gewissermaßen als Nachtrag zu Band 2).
7. Michaela Fuchs: Römische Reliefwerke (= Raimund Wünsche [Hrsg.]: Glyptothek München: Katalog der Skulpturen. Band 7). Verlag C. H. Beck, München 2002, ISBN 3-406-48650-9 (enthält nicht die sog. Domitius-Ara und Kandelaber, Schmuckbasen usw.).
8. Römische dekorative Marmorwerke (noch nicht erschienen).
9. Materialien zur Geschichte der Glyptothek (noch nicht erschienen).

An ein breiteres Publikum richtete sich vor allem der Führer von Dieter Ohly, der in neun, immer wieder leicht aktualisierten Auflagen weite Verbreitung fand:
- Dieter Ohly: Glyptothek München: Griechische und römische Skulpturen. Ein Führer. 9. Auflage. Verlag C. H. Beck, München 2001, ISBN 3-406-48185-X (die 1. Auflage erschien 1972 mit dem Untertitel „Ein kurzer Führer“).

- Raimund Wünsche: Glyptothek München. Meisterwerke griechischer und römischer Skulptur. Verlag C. H. Beck, München 2005, ISBN 3-406-42288-8 (Bildband mit einer Auswahl der bedeutendsten Werke).
- Matthias Steinhart: Glyptothek München: Skulpturen der griechischen und römischen Antike. Ein Kurzführer. Kunstverlag Fink, Lindenberg im Allgäu 2011, ISBN 978-3-89870-711-4.

### Ägina und die Ägineten (Auswahl)
Adolf Furtwängler veröffentlichte 1906 eine große Grabungspublikation und ergänzte sie durch ein „kleine(s) Buch (…) für weitere Kreise und insbesondere auch für die Besucher der Glyptothek“ über die Skulpturen:
- Adolf Furtwängler (Hrsg.): Aegina. Das Heiligtum der Aphaia. Verlag der K. B. Akademie der Wissenschaften, München 1906. Textband: uni-heidelberg.de, Tafelband: uni-heidelberg.de.
- Adolf Furtwängler: Die Aegineten der Glyptothek König Ludwigs I., nach den Resultaten der neuen Bayerischen Ausgrabung. In Kommission bei A. Buchholz, München 1906 (uni-heidelberg.de).

Die Ägineten wurden bei der Konzeption des Nachkriegs-Bestandskatalogs ausgeklammert und separat vorgelegt: 
- Dieter Ohly: Die Ostgiebelgruppe (= Die Aegineten: die Marmorskulpturen des Tempels der Aphaia auf Aegina. Ein Katalog der Glyptothek München. Band 1). Verlag C. H. Beck, München 1976, ISBN 3-406-06271-7.
- Dieter Ohly: Die Westgiebelgruppe, die Gruppen auf dem Altarplatz, figürliche Bruchstücke, Akrotere aus der Tempelcella, die klassizistische Restaurierung der Aegineten (= Die Aegineten: die Marmorskulpturen des Tempels der Aphaia auf Aegina. Ein Katalog der Glyptothek München. Band 2/3). Verlag C. H. Beck, München 2001, ISBN 3-406-06272-5 (Tafelband).

Schwerpunktmäßig zur Geschichte der Entdeckung, Restaurierung, Ergänzung, Rekonstruktion und Polychromie:
- Raimund Wünsche: Kampf um Troja. 200 Jahre Ägineten in München. Kunstverlag Fink, Lindenberg im Allgäu 2011, ISBN 978-3-89870-589-9.

### Sonderausstellungen zur antiken Plastik (Auswahl)
- Vinzenz Brinkmann, Raimund Wünsche (Hrsg.): Bunte Götter – Die Farbigkeit antiker Skulptur. Eine Ausstellung der Staatlichen Antikensammlungen und Glyptothek München (…). 2. Auflage. Staatliche Antikensammlungen und Glyptothek, München 2004, ISBN 3-933200-08-3.
- Florian Knauß, Christian Gliwitzky (Hrsg.): Charakterköpfe. Griechen und Römer im Porträt. Hirmer Verlag, München 2017, ISBN 978-3-7774-2954-0.